# 东南长蒴苣苔
东南长蒴苣苔（学名：Didymocarpus hancei）为苦苣苔科长蒴苣苔属下的一个种。